# تپه میان رود منصوری
تپه میان رود منصوری مربوط به عصر آهن است و در شهرستان گیلانغرب، بخش گواور، دهستان گواور، میان روستای میان رود منصوری واقع شده و این اثر در تاریخ ۲۷ اسفند ۱۳۸۶ با شمارهٔ ثبت ۲۲۳۴۴ به‌عنوان یکی از آثار ملی ایران به ثبت رسیده است.